# Brenda Agüero
Brenda Cecilia Agüero (2 de junio de 1995) es una ex-enfermera y asesina serial argentina que, entre el 18 de marzo y el 6 de junio de 2022, mientras trabajaba en un neonatal en la ciudad de Córdoba, inyectó dosis elevadas de cloruro de potasio o insulina en un total de 13 bebés, causando la muerte de cinco de ellos.
Fue condenada a cadena perpetua el 18 de junio de 2025. Es el primer caso conocido de un «ángel de la muerte» en la historia criminal argentina.

## Investigación inicial
A mediados del 2022, el gobierno provincial de Córdoba intervino en el hospital tras denuncias de que bebés sanos morían sin causa aparente.
El fiscal Raúl Garzón calificó el caso de «enormemente grave» pero inicialmente indicó que podrían haber sido casos de mala praxis o infecciones hospitalarias,
y no hubo acusaciones.
Sin embargo, Garzón ordenó un registro del hospital y relevó de sus funciones a veinte empleados.
Tras la suspensión de esos veinte empleados no ocurrieron más fallecimientos, lo que llamó la atención de las autoridades.
El mismo día en que se realizó el allanamiento al hospital, las autoridades suspendieron al director del hospital.
La investigación fue motivada por un médico que se negó a firmar los certificados de defunción de dos bebés sanos que murieron el mismo día de junio de 2022; supuestamente fueron los dos últimos bebés que murieron por causa externa (asesinato).
La fiscalía solicitó la exhumación de los restos de los bebés fallecidos. Las autopsias arrojaron niveles anormales de potasio, lo que fue atribuido a inyecciones deliberadas.
Investigaciones posteriores demostraron que a los bebés no se les había inyectado potasio por vía intravenosa, sino que habían recibido las inyecciones en la espalda y con la ropa puesta, mientras estaban en la sala de reanimación.
El ministro de Salud de la provincia de Córdoba, Diego Cardozo, renunció a su cargo tras fuertes críticas por su manejo del caso. Cardozo dijo que presentó su renuncia con el objetivo de ayudar a esclarecer y hacer justicia en el caso. El gobernador Juan Schiaretti asignó el ministerio a María Gabriela Barbás.
En febrero de 2023, la jefa del hospital, Liliana Asís, de 70 años, fue detenida y acusada de ocultar a las autoridades las muertes no naturales de los bebés.
Junto a Asís, otros funcionarios y políticos locales, fueron imputados por encubrimiento o irregularidades.

### Detención
El 20 de agosto de 2022, la policía anunció la detención de Brenda Cecilia Agüero;
enfermera de la unidad neonatal que había estado entre el personal suspendido durante la investigación inicial.
Al momento de su detención, Agüero vivía con su madre y dos hermanas en las afueras de Río Ceballos, un pueblo 26 km al noroeste del hospital (que se encuentra 9 km al noroeste del centro de la ciudad de Córdoba).
Agüero se graduó como enfermera en 2018 y se mudó a Córdoba, donde trabajó en un hospital privado entre 2019 y 2020, cuando renunció para conservar su único trabajo en el Hospital Materno Neonatal Ramón Carrillo, de la ciudad de Córdoba, donde cometió los asesinatos.
Agüero fue acusada formalmente de cinco cargos de «asesinato agravado por aplicar el método insidioso del potasio incompatible con la vida» y ocho cargos de intento de asesinato.
Agüero negó las acusaciones y se abstuvo de declarar.
Agüero acusó posteriormente de las muertes a un colega suyo, diciendo que este enfermero estaba presente «todo el tiempo» donde ocurrieron las muertes.

## Procedimientos previos al juicio
La fiscalía alegó que Agüero estaba detrás de todos los casos, tanto de muertes como descompensaciones, y que la propia Agüero estaba en el lugar de los hechos, alegando además que fue ella quien avisó a los médicos y demás personal médico que se estaba produciendo una emergencia con un recién nacido. El mismo día en que la fiscalía presentó su primera acusación, el tribunal a cargo de las diligencias previas, ordenó la realización de evaluaciones psiquiátricas y psicológicas a Agüero, para luego dictar prisión preventiva.
En enero de 2023, los evaluadores psiquiátricos determinaron que Agüero no padece ningún trastorno mental. Los psiquiatras argumentaron además que Agüero intentó «manipular la entrevista» y que tiene dificultades para sentir lo que sienten los demás. Tras la evaluación, se confirmó la imputación de Agüero.
La fiscalía alegó que en noviembre de 2021, Agüero buscó en Google «cómo dosificar inyecciones de potasio e insulina en recién nacidos».
Agüero negó tal acusación.
Otra acusación argumentó que Agüero ocultaba bajo las mangas las jeringas con las que supuestamente inyectaba potasio a los bebés, y otro personal médico señaló que ella asistía al hospital llevando prendas de manga larga, incluso en calurosos días de verano.
En abril de 2023, la fiscalía añadió el testimonio de la madre de uno de los bebés que sobrevivió a la agresión. La mujer acusó personalmente a Agüero y mencionó que Agüero estaba al lado de su bebé cuando este se descompensó.
El 9 de agosto de 2023, la investigación entró en «su fase final». Garzón dijo que, antes de ir a juicio, la fiscalía añadiría más testimonios y pruebas testificales.
El 23 de agosto de 2023, la fiscalía dio a conocer los resultados de la investigación del teléfono celular de Agüero, donde los investigadores encontraron nueve archivos PDF. Entre los archivos, la fiscalía encontró información sobre cómo dosificar potasio, información relacionada con paros cardíacos, numerosas páginas de medicamentos neonatales, manuales de RCP y un artículo sobre cómo debe reaccionar el personal médico ante familias en duelo.
La defensa de Agüero argumentó que dichos archivos no fueron descargados por la propia Agüero, sino que le fueron enviados vía WhatsApp.
En septiembre de 2023, la fiscalía añadió el análisis de un equipo de perfiladores criminales que determinaron que los asesinatos fueron actos de asesinatos en serie y que un solo autor estaba detrás de ellos. Sin mencionar a Agüero, el fiscal Garzón dijo que el análisis sería clave en la causa, porque los perfiladores también apuntaron a una persona que inicialmente no había levantado ninguna sospecha.
A finales de ese mes, el fiscal Raúl Garzón solicitó que el caso fuera elevado a los tribunales. La defensa de Brenda Agüero anunció que apelarán la petición.

## Juicio
El 9 de mayo de 2024, el juez de control Juan Manuel Fernández López ordenó que Agüero fuera juzgada por cinco cargos de homicidio agravado, así como otros ocho cargos de homicidio en grado de tentativa.
El juez también ordenó que 10 funcionarios sean juzgados en la misma sala donde será juzgado Agüero.
El juicio inició el 6 de enero de 2025.
Durante su primera declaración, Agüero negó haber cometido los delitos, afirmando que «no se me pasa por la cabeza hacerle daño a otra persona, y mucho menos a un niño».
El 22 de enero, la madre de una de las bebés que se descompensó (una niña llamada Isabella) testificó que vio a Agüero inyectando a su bebé mientras la pequeña estaba en la cuna. La mujer afirmó que la bebé lloró mientras Agüero la inyectaba poco antes de descompensarse.
El 30 de enero, profesionales médicos testificaron en el juicio, afirmando que los bebés no murieron por causa natural y confirmaron que los niveles de potasio o insulina en sus cuerpos fueron inyectados deliberadamente.
El 4 de febrero, una médica neonatal declaró que, durante su turno del 6 de junio de 2022, cuando dos bebés sanos fallecieron sin causa presuntiva, vio a Brenda Agüero con un bebé en brazos, y que Agüero le dijo que el bebé «no estaba bien». El bebé falleció posteriormente por una bradicardia grave. La médica también confirmó que la naturaleza de las muertes de estos bebés sanos despertó sospechas en los médicos que intentaron reanimarlos.
El 10 de marzo, la División de Homicidios de la Policía de Córdoba presentó otro informe acusando a Agüero de ser la única persona con «participación activa» en todos los casos. Los investigadores destacaron que, en el caso del 1 de mayo de 2022 (bebé G. H.), Agüero predijo que el bebé se descompensaría, incluso estando sano y sin complicaciones.
El 11 de marzo, la fiscalía presentó una serie de fotografías tomadas del teléfono celular de Agüero. El tribunal seleccionó tres de ellas para su evaluación por psicólogos y psiquiatras: una foto de bebés en incubadoras, otra de un frasco de vitamina K y una tercera que mostraba la mano de un bebé con tres manchas rojas. Los evaluadores determinaron que las imágenes se relacionan estrechamente con la personalidad psicopática de Agüero, especialmente considerando la falta de empatía mostrada hacia las familias de las víctimas.
El 15 de abril, Agüero presentó su declaración final ante el tribunal, donde negó haber cometido los asesinatos. Agüero insistió en que «nunca hizo daño a nadie, y mucho menos a un bebé».
El 30 de abril, la fiscalía solicitó formalmente la pena de cadena perpetua para Agüero, acusándola de inyectar deliberadamente potasio e insulina a los bebés para llamar la atención del personal médico cuando intentaba reanimarlos.
El 8 de mayo, el abogado defensor de Agüero presentó su declaración final ante el tribunal, afirmando que Agüero es inocente y que fue incriminada por «el poder» (en referencia al Gobierno provincial) para culparla por la negligencia de proporcionar medicamentos vencidos y ocultar la mala praxis sistemática del personal médico del hospital.
El 18 de junio, Agüero fue condenada a cadena perpetua por el asesinato de cinco bebés y el intento de asesinato de otros ocho.
Pablo Carvajal (exsecretario de Salud) fue sentenciado a cuatro años de prisión y tres de inhabilitación; la exdirectora del hospital Liliana Asís recibió cinco años, misma condena que Marta Gómez Flores (exjefa de Neonatología del hospital) y que Adriana Morález y el exsubdirector administrativo del hospital, Alejandro Escudero Salama.
Mientras tanto, ocho personas fueron absueltas.

## Víctimas
Entre marzo y junio de 2022, Brenda Agüero, asesinó a cinco bebés y atacó a otros ocho. En un principio existió la fuerte sospecha de que podría haber asesinado a más de diez bebés, tomando en cuenta que trabajaba en el neonatal desde octubre de 2021, pero esta hipótesis no se pudo corroborar.

### Asesinadas[41]
| N.º | Nombre                     | Día del asesinato   | Causa de muerte                                                            |
| --- | -------------------------- | ------------------- | -------------------------------------------------------------------------- |
| 1   | Francisco Calderón Cáceres | 18 de marzo de 2022 | Envenenamiento por potasio                                                 |
| 2   | Benjamín Luna Bustamante   | 23 de abril de 2022 | Envenenamiento. No se pudo determinar la sustancia, posiblemente potasio.  |
| 3   | Ibrahim Benítez Guardia    | 23 de mayo de 2022  | Envenenamiento. No se pudo determinar la sustancia, posiblemente insulina. |
| 4   | Angeline Cornelio Rojas    | 6 de junio de 2022  | Envenenamiento por potasio                                                 |
| 5   | Melody Luz Molina          | 6 de junio de 2022  | Envenenamiento por potasio                                                 |

### Sobrevivientes[41]
| N.º | Nombre   | Día del ataque      | Mecanismo                              |
| --- | -------- | ------------------- | -------------------------------------- |
| 1   | V. U. M. | 18 de marzo de 2022 | Envenenamiento por potasio             |
| 2   | F. A. B. | 24 de abril de 2022 | Envenenamiento por potasio             |
| 3   | L. C. H. | 24 de abril de 2022 | Envenenamiento por potasio             |
| 4   | I. V. F. | 26 de abril de 2022 | Envenenamiento por potasio             |
| 5   | G. H.    | 1 de mayo de 2022   | Envenenamiento por potasio             |
| 6   | J. E. L. | 11 de mayo de 2022  | Envenenamiento por insulina.           |
| 7   | M. E. T. | 6 de junio de 2022  | Envenenamiento por insulina y potasio. |
| 8   | D. P. M. | 6 de junio de 2022  | Envenenamiento por potasio             |